# Ngân hàng Thế giới
Ngân hàng Thế giới (tiếng Anh: World Bank) là một tổ chức tài chính quốc tế cung cấp các khoản vay và viện trợ không hoàn lại cho chính phủ của các quốc gia có thu nhập thấp và trung bình nhằm mục đích theo đuổi các dự án vốn. Ngân hàng Thế giới là tên gọi chung của Ngân hàng Tái thiết và Phát triển Quốc tế (IBRD) và Hiệp hội Phát triển Quốc tế (IDA), hai trong số năm tổ chức quốc tế thuộc sở hữu của Nhóm Ngân hàng Thế giới (WBG).
Tổ chức được thành lập cùng với Quỹ Tiền tệ Quốc tế tại Hội nghị Bretton Woods năm 1944. Sau một khởi đầu chậm chạp, khoản vay đầu tiên của tổ chức này là cho Pháp vào năm 1947. Trong những năm 1970, tổ chức tập trung vào các khoản vay cho các nước đang phát triển trên thế giới, rồi chuyển hướng khỏi sứ mệnh đó vào những năm 1980.
Trong 30 năm qua, tổ chức đã bao gồm các tổ chức phi chính phủ và các nhóm môi trường trong danh mục cho vay của mình. Chiến lược cho vay của tổ chức này bị ảnh hưởng bởi các Mục tiêu Phát triển Bền vững của Liên Hợp Quốc, cũng như các biện pháp bảo vệ môi trường và xã hội. Tính đến  năm 2022, Ngân hàng Thế giới được điều hành bởi một chủ tịch và 25 giám đốc điều hành, cũng như 29 phó chủ tịch khác nhau. IBRD (Ngân hàng Tái thiết và Phát triển Quốc tế) và IDA (Hiệp hội Phát triển Quốc tế) lần lượt có 189 và 174 quốc gia thành viên. Hoa Kỳ, Nhật Bản, Trung Quốc, Đức và Vương quốc Anh có nhiều quyền biểu quyết nhất. Ngân hàng nhắm mục tiêu cho các nước đang phát triển vay để giúp giảm nghèo.
Ngân hàng tham gia vào một số quan hệ đối tác và sáng kiến toàn cầu, đồng thời đóng vai trò nỗ lực giải quyết vấn đề biến đổi khí hậu.
Ngân hàng Thế giới điều hành một số bộ phận đào tạo và làm việc với Sáng kiến Không khí Sạch và Doanh nghiệp Phát triển Liên hợp quốc. Ngoài ra tổ chức còn tham gia hoạt động trong Sáng kiến Dữ liệu Mở và lưu trữ Kho Tri thức Mở.
Ngân hàng Thế giới đã bị chỉ trích là thúc đẩy lạm phát và gây hại cho sự phát triển kinh tế, gây ra các cuộc biểu tình vào năm 1988 và 2000. Cũng có những lời chỉ trích về cách quản trị và phản ứng của ngân hàng đối với đại dịch COVID-19.

## Lịch sử

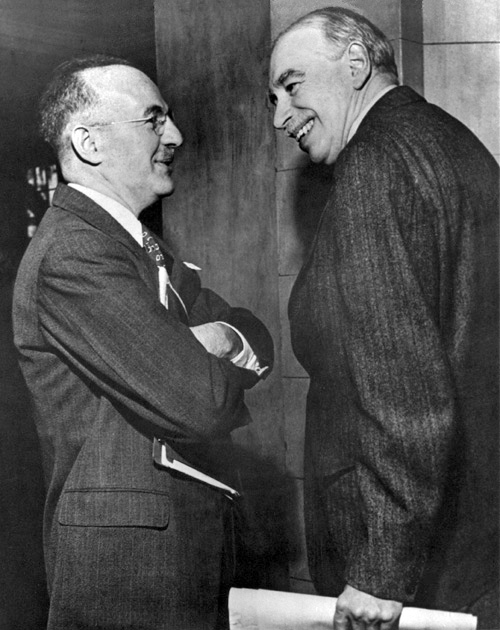
Lord Keynes (phài) và Harry Dexter White, những người sáng lập WB và IMF.

Ngân hàng Thế giới được thành lập tại hội nghị Bretton Woods năm 1944 cùng 3 tổ chức khác trong đó có Quỹ Tiền tệ Quốc tế (IMF). Cả WB và IMF đều có trụ sở tại Washington DC, và có mối quan hệ gần với nhau.
Mặc dù có nhiều nước tham dự Hội nghị Bretton Woods Conference, nhưng Hoa Kỳ và Liên Hiệp Anh là có quyền lực nhất và chiếm ưu thế trong các cuộc đàm phán.:52–54
Thông thường, người đứng đầu WB là một người Mỹ trong khi đó đứng đầu IMF là người châu Âu.

## Danh sách các giám đốc kinh tế
- Hollis B. Chenery (1972–1982)
- Anne Osborn Krueger (1982–1986)
- Stanley Fischer (1988–1990)
- Lawrence Summers (1991–1993)
- Michael Bruno (1993–1996)
- Joseph E. Stiglitz (1997–2000)
- Nicholas Stern (2000–2003)
- François Bourguignon (2003–2007)
- Justin Yifu Lin (tháng 6 năm 2008 – 2012)
- Kaushik Basu (tháng 9 năm 2012-)

## Thành viên
Các thành viên của Ngân hàng Thế giới gồm:
| - Afghanistan - Albania - Algeria - Angola - Antigua và Barbuda - Argentina - Armenia - Australia - Austria - Azerbaijan - The Bahamas - Bahrain - Bangladesh - Barbados - Belarus - Bỉ - Belize - Benin - Bhutan - Bolivia - Bosna và Hercegovina - Botswana - Brazil - Brunei - Bulgaria - Burkina Faso - Burundi - Campuchia - Cameroon - Canada - Cape Verde - Cộng hòa Trung Phi - Chad - Chile - Trung Quốc - Colombia - Comoros - Cộng hòa Dân chủ Congo - Cộng hòa Congo - Costa Rica - Côte d'Ivoire - Croatia - Cyprus - Cộng hòa Séc - Đan Mạch - Djibouti - Dominica - Cộng hòa Dominica - Đông Timor - Ecuador - Egypt - El Salvador - Equatorial Guinea - Eritrea - Estonia - Ethiopia - Fiji - Phần Lan - Pháp - Gabon - Gambia - Gruzia | - Đức - Ghana - Hy Lạp - Grenada - Guatemala - Guinea - Guinea-Bissau - Guyana - Haiti - Honduras - Hungary - Iceland - Ấn Độ - Indonesia - Iran - Iraq - Ireland - Israel - Italy - Jamaica - Nhật Bản - Jordan - Kazakhstan - Kenya - Kiribati - Kosovo - Kuwait - Kyrgyzstan - Lào - Latvia - Liban - Lesotho - Liberia - Libya - Lithuania - Luxembourg - Macedonia - Madagascar - Malawi - Malaysia - Maldives - Mali - Malta - Marshall Islands - Mauritania - Mauritius - Mexico - Micronesia - Moldova - Mongolia - Montenegro - Morocco - Mozambique - Myanmar - Namibia - Nepal - Hà Lan - New Zealand - Nicaragua - Niger - Nigeria - Na Uy | - Oman - Pakistan - Palau - Panama - Papua New Guinea - Paraguay - Peru - Philippines - Ba Lan - Bồ Đào Nha - Qatar - Romania - Nga - Rwanda - Saint Kitts và Nevis - Saint Lucia - Saint Vincent và Grenadines - Samoa - San Marino - São Tomé and Príncipe - Ả Rập Saudi - Senegal - Serbia - Seychelles - Sierra Leone - Singapore - Slovakia - Slovenia - Quần đảo Solomon - Somalia - Nam Phi - Hàn Quốc - Tây Ban Nha - Sri Lanka - Sudan - Suriname - Swaziland - Thụy Điển - Thụy Sĩ - Syria - Tajikistan - Tanzania - Thái Lan - Togo - Tonga - Trinidad và Tobago - Tunisia - Thổ Nhĩ Kỳ - Turkmenistan - Uganda - Ukraine - Các Tiểu vương quốc Ả Rập Thống nhất - Liên hiệp Anh - Hoa Kỳ - Uruguay - Uzbekistan - Vanuatu - Venezuela - Việt Nam - Yemen - Zambia - Zimbabwe |

Không phải thành viên
Vào năm 2010, chỉ những quốc gia Andorra, Cuba, Liechtenstein, Monaco, Nauru, CHDCND Triều Tiên, Tuvalu và Thành Vatican không phải là thành viên của Ngân hàng Thế giới. Đài Loan cũng không phải là một thành viên.